# Sarigan
Sarigan is een Oceanisch eiland, onderdeel van de regio Micronesië. Staatkundig gezien is het eiland een onderdeel van het Amerikaanse gebiedsdeel Noordelijke Marianen in de Grote Oceaan. Het is een van de toppen van vijftien vulkanische bergen die de eilandengroep de Marianen vormen. Sarigan ligt ten noorden van het eiland Anatahan en ten zuiden van het eiland Guguan.
Sarigan heeft een oppervlakte van 5 km².

## Flora en fauna
Er komt slechts één zoogdier voor, de vleermuis Pteropus mariannus.